# In the Name of the King: A Dungeon Siege Tale
In the Name of the King: A Dungeon Siege Tale is een Duits-Canadees-Amerikaanse fantasyfilm uit 2007 geregisseerd door Uwe Boll met in de hoofdrol Jason Statham. De film is gebaseerd op het computerspel Dungeon Siege.

## Verhaal
In het Koninkrijk Ehb woedt een oorlog tussen koning Konreid en de slechterik Gallian. Farmer, een eenvoudige familieman, tracht zijn ontvoerde vrouw terug te vinden en wil tevens wraak nemen op de Krugs, die zijn zoon vermoord hebben.

## Rolverdeling
- Jason Statham - Camden Konreid/Farmer
- Leelee Sobieski - Muriella
- John Rhys-Davies - Merick
- Ron Perlman - Norick
- Claire Forlani - Solana
- Kristanna Loken - Elora
- Matthew Lillard - Duke Fallow
- Ray Liotta - Gallian
- Burt Reynolds - King Konreid

## Ontvangst
De film ontving erg slechte recensies. Het maakte 13 miljoen dollar winst op een budget van 60 miljoen. De film werd ook genomineerd voor vijf Razzies en Boll won de prijs voor slechtste regisseur.